# Без изъяна (фильм, 1999)
«Без изъяна» (англ. Flawless) — американский криминальный комедийно-драматический фильм режиссёра и сценариста Джоэла Шумахера, вышедший в 1999 году.

## Сюжет
Уолтер Кунц (Де Ниро), ранее энергичный и здоровый мужчина со стабильным достатком, после выхода на пенсию вынужден поддерживать скромное существование. Съёмное жильё, неприятное, особенно для гомофоба Кунца, соседство — геи, проститутки, наркоманы. Уолтер переносит инсульт. Последствия — двигательные расстройства и нарушения речи. В качестве одного из методов восстановления артикуляции врач советует Кунцу брать уроки пения. Не имея возможности пригласить платного специалиста по постановке речи, он вынужден обратиться за помощью к своему соседу (Хоффман) — участнику театрализованного шоу трансвеститов. Ра́сти — транссексуал, готовящийся к операции по смене пола, яркая и необычная индивидуальность. Преодолевая взаимную неприязнь и предвзятость, они во взаимодействии обнаруживают между собой много общего. Неотъемлемым элементом фильма является его эмоциональная и разнообразная звуковая дорожка. В фильме использованы композиции Тейлор Дейн, Шер, Джери Халлиуэлл, Бой Джорджа, Мадонны и оригинальные мелодии композитора фильма Брюса Робертса.

## В ролях
- Роберт Де Ниро — Уолтер Кунц
- Филип Сеймур Хоффман — Расти
- Барри Миллер — Леонард Вилкокс
- Крис Бауэр — Жако
- Дафна Рубин-Вега — Тиа
- Барри Миллер — Леонард Вилкокс
- Рори Кокрейн — Пого
- Виктор Расук — соседский мальчик
- Уинтер Эйв Золи — Таша (впервые на экране)

## Награды
Филип Сеймур Хоффман был номинирован на получение наград на четырёх кинофестивалях, но получил только одну — премию Фестиваля сообщества кинокритиков (Сан-Диего).

## Критика
Обозреватель ВВСi Дэвид Вуд считает, что в качестве фильма, отображающего культуру гомосексуального сообщества, он честен и деликатен, а в качестве фильма как формы развлечения — позитивно выделяется из общей массы подобных работ. Роджер Эберт, оценивая ленту в целом положительно, отмечает, что её сюжет запутан и иногда пытается увести в откровенно надуманные глубины. Главных же героев окружают персонажи Теннесси Уильямса. Близко к подобной оценке и британское кинообозрение ТокТок: «Шумахер рисует Нью-Йорк как адскую бездну, заселённую карикатурными злодеями. Полицейские — бесчувственные гомофобные бараны, женщины — шлюхи, геи — разодетые в блёстки куклы на каблуках. Вы ни на миг не забываете, что смотрите Зрелище. Подрагивающая камера Шумахера работает на удивление эффективно, бродя по задним улицам Нью-Йорка и выхватывая тёмные стороны жизни „Большого Яблока“».